# Comando delle Nazioni Unite in Corea

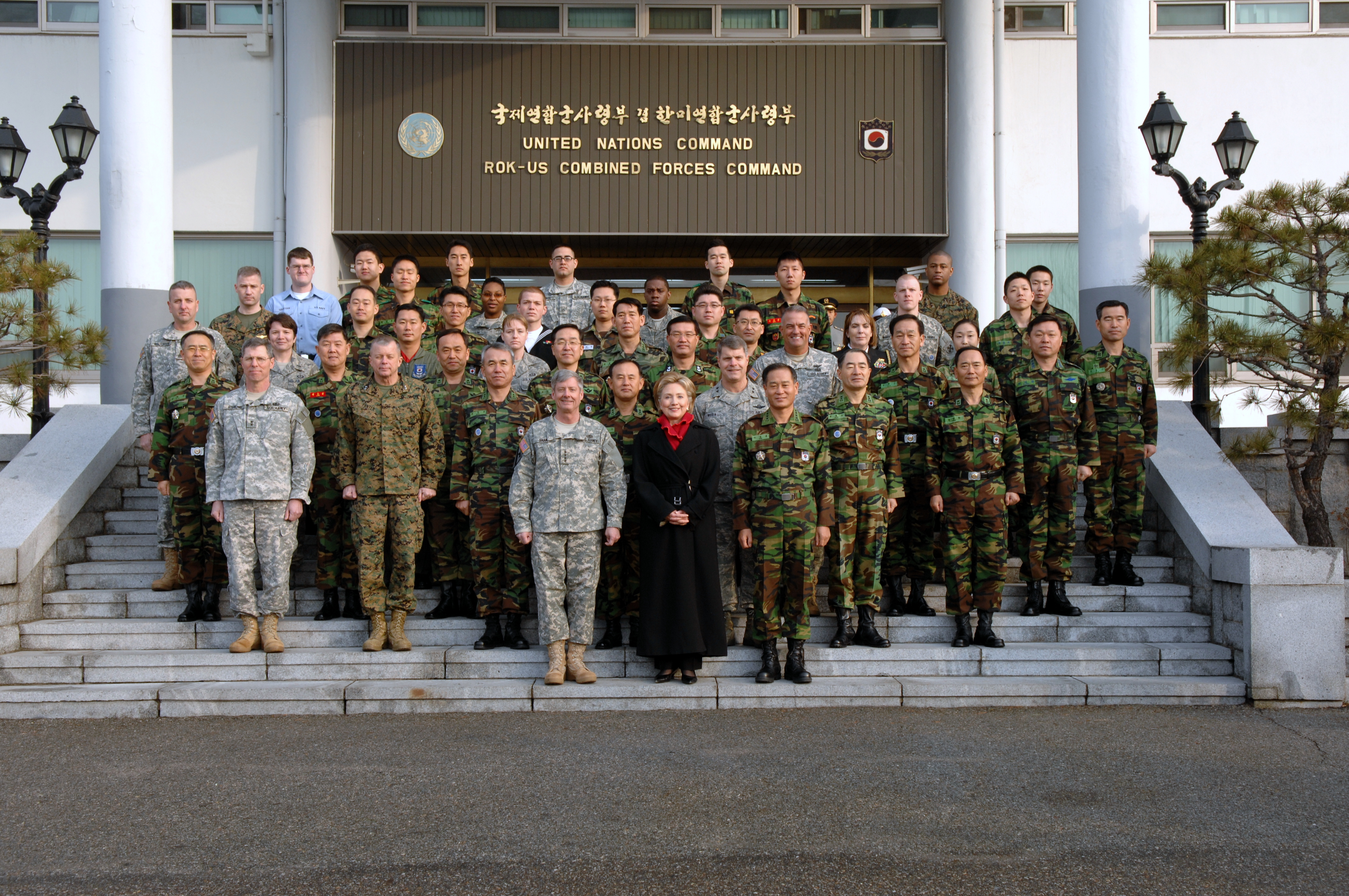
Quartier generale del Comando delle Nazioni Unite e del ROK-US Combined Forces Command nel 2009.

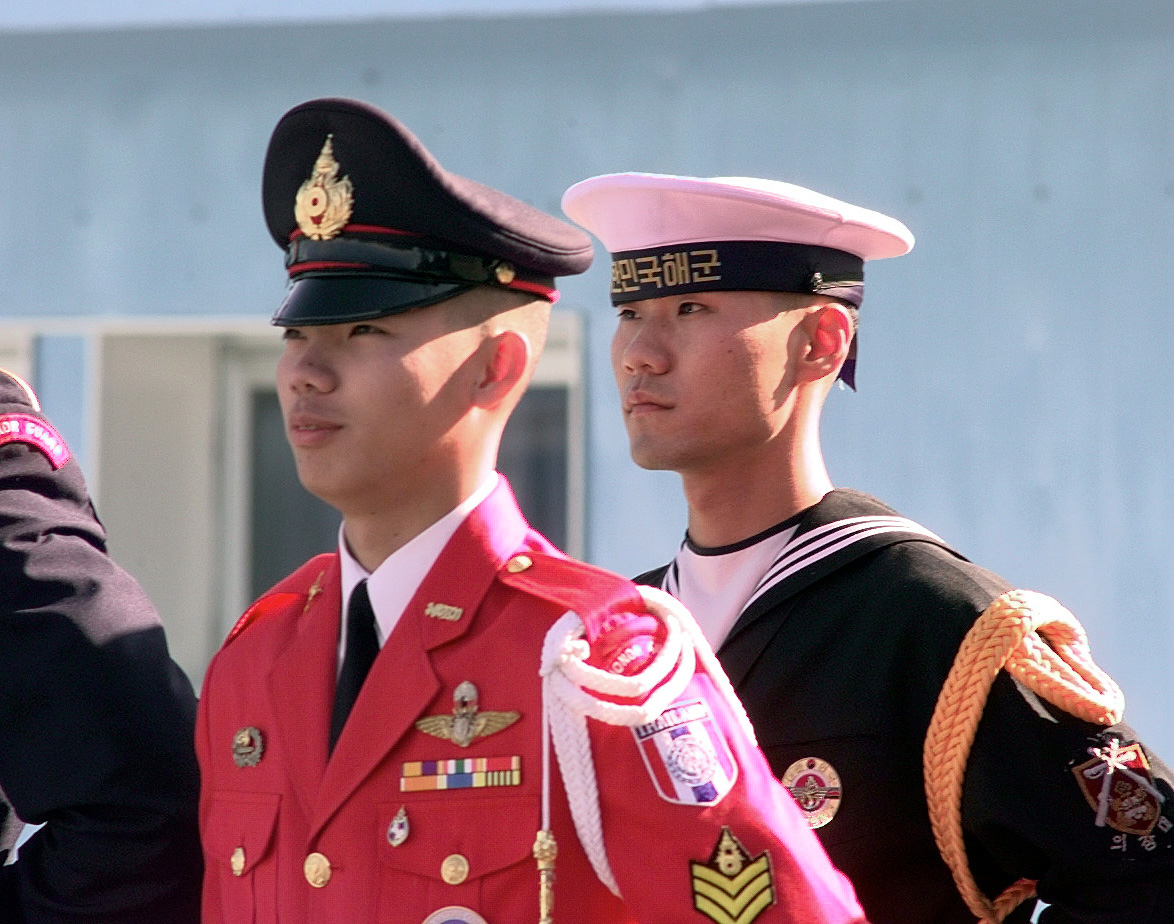
Membri della Compagnia della Guardia d'Onore dell'UNC.

Il Comando delle Nazioni Unite in Corea, in inglese United Nations Command (UNC), rappresenta la struttura di comando unificata istituita nel 1950 per le forze armate internazionali a sostegno della Corea del Sud durante e dopo la guerra di Corea.
L'UNC e il Comando sino-nordcoreano firmarono l'armistizio di Panmunjeom il 27 luglio 1953, ponendo fine ai combattimenti. L'armistizio istituì la Military Armistice Commission (MAC), formata dai rappresentanti dei due organi firmatari, per supervisionare l'applicazione dei termini del trattato, e la Neutral Nations Supervisory Commission (NNSC) per monitorare le limitazioni al riarmo o al rafforzamento dei partiti. La MAC sino-nordcoreana fu sostituita dai rappresentanti di Panmunjeom sotto il controllo esclusivo della Corea del Nord.
Gli incontri regolari furono interrotti, sebbene i doganieri dell'area di sicurezza congiunta (JSA) da ambe le parti si incontrano regolarmente. Il 6 novembre 2018 è stato annunciato che l'UNC avrebbe trasferito il controllo dell'attuale JSA a entrambe le Coree.

## Status legale
Le risoluzioni dell'ONU fanno pensare che le forze sotto l'UNC fossero delle "forze delle Nazioni Unite", e che lo stesso ONU sia stato un belligerante nella guerra. Tuttavia, le Nazioni Unite non esercitarono alcun controllo sui militari, poiché questi erano sotto il comando degli Stati Uniti d'America che diedero un maggior contributo in soldati rispetto agli altri paesi intervenuti nel conflitto. Molti osservatori conclusero che le forze sotto l'UNC non erano legalmente delle truppe ONU e che le loro attività non erano frutto di decisioni prese dall'ONU. L'UNC può essere considerato come un'alleanza di eserciti nazionali operanti in base al diritto collettivo di autodifesa. La risoluzione 84 del Consiglio di sicurezza delle Nazioni Unite autorizzò l'impiego della bandiera dell'ONU assieme a quelle delle nazioni dell'UNC.
Nel 1994, il segretario generale dell'ONU Boutros Boutros-Ghali scrisse una lettera al Ministro degli esteri nordcoreano affermando che:

## Istituzione
Dopo che le truppe della Corea del Nord invasero la Corea del Sud il 25 giugno 1950, il Consiglio di sicurezza delle Nazioni Unite adottò la risoluzione 82 invitando la Corea del Nord a cessare le ostilità e di ritirarsi al 38º parallelo.
Il 27 giugno 1950, fu adottata la risoluzione 83, portando così i membri dell'ONU a fornire assistenza alla Repubblica di Corea "per respingere l'attacco armato e per ripristinare la pace internazionale e la sicurezza dell'area."
La prima unita non coreana e non americana a prendere parte al combattimento fu il 77º squadrone della Royal Australian Air Force, che iniziò delle attività di scorta, pattuglia e attacchi di terra da Iwakuni, in Giappone, il 2 luglio 1950. Il 29 giugno 1950, il governo della Nuova Zelanda ordinò a due fregate di classe Loch – Tutira e Pulaki – di prepararsi a far rotta verso le acque coreane e alla guerra, mentre due vascelli sarebbero rimasti fermi al di fuori del conflitto. Il 3 luglio, Tutira e Pukaki partirono dalla Base navale di Devonport, Auckland, e si unirono alle altre forze del Commonwealth a Sasebo, Giappone, il 2 agosto.
La risoluzione 84 del Consiglio di Sicurezza, adottata il 7 luglio 1950, consigliò ai membri di fornire forze militari e assistenza alla Corea del Sud in vista di un comando unificato posto sotto l'egida degli Stati Uniti.
Il presidente della Repubblica di Corea Syngman Rhee assegnò il comando operativo delle forze di terra, mare e aria del paese al generale Douglas MacArthur, già comandante in capo delle truppe ONU, in una lettera del 15 luglio 1950:
Il 29 agosto 1950, la 27ª brigata fanteria del Commonwealth inglese arrivò a Pusan per unirsi alle forze di terra dell'UNC, che fino a quel momento era costituito dalle truppe della Corea del Sud e degli USA. La 27ª brigata si sposto sulla linea del fiume Nakdong a ovest di Taegu.
In seguito altri paesi dell'ONU inviarono delle unità in corea: Belgio (Comando belga delle Nazioni Unite), Canada, Colombia, Etiopia, Francia, Grecia (15º reggimento fanteria), Lussemburgo, Paesi Bassi, Nuova Zelanda (16º reggimento di terra, Royal New Zealand Artillery), Filippine, Sudafrica (No. 2 Squadron SAAF), Thailandia e Turchia (Brigata turca). La Danimarca, l'India e la Svezia fornirono unità mediche; l'Italia, sebbene non fosse ancora un membro dell'ONU, fornì un ospedale; l'Iran fornì assistenza medica tramite il servizio sanitario militare iraniano.
Il 1º settembre 1950, il Comando delle Nazioni Unite aveva 180 000 unità schierate in Corea: 92 000 erano sudcoreani, seguito per numero dagli americani e dai 1 600 uomini della 27ª brigata di fanteria britannica.

## 1950–53
Durante questi tre anni di guerra in Corea le forze militari delle seguenti nazioni furono alleate come membri dell'UNC. Il numero massimo delle forze in campo è stato di 932 964 soldati il 27 luglio 1953, il giorno in cui fu firmato l'armistizio:
- Forze attive in battaglia
  - Corea del Sud – 590 911
  - Stati Uniti d'America – 302 483
  - Australia – 17 000
  - Regno Unito – 14 198
  - Thailandia – 6 326
  - Canada – 6 146
  - Turchia – 5 453
  - Filippine – 1 468
  - Nuova Zelanda – 1 385
  - Impero d'Etiopia – 1 271
  - Regno di Grecia – 1 263
  - Francia – 1 119
  - Colombia – 1 068
  - Belgio – 900
  - Sudafrica – 826
  - Paesi Bassi – 819
  - Lussemburgo – 44
- Aiuti umanitari (non conteggiati nel totale)
  - Danimarca (nave ospedale MS Jutlandia) – 600
  - India
  - Italia (ospedale da campo della CRI n° 68)
  - Norvegia (NORMASH)
  - Svezia

I comandanti dell'UNC furono in successione: i generali Douglas MacArthur, Matthew B. Ridgway e Mark Wayne Clark. John E. Hull fu nominato comandante dell'UNC per imporre il cessate il fuoco (oltre al rimpatrio volontario dei prigionieri di guerra) dopo la firma dell'armistizio.

## Dal 1953
Agli inizi di luglio del 1950, nella confusione dei primi giorni della guerra, Seul mise le sue forze armate sotto il comando del generale e comandante ONU Douglas MacArthur. Tale disposizione continuò anche dopo l'armistizio. Per circa 25 anni, il quartier generale dell'UNC, con ufficiali sudcoreani al suo interno, fu responsabile della difesa della Corea del Sud, con il controllo operativo su una maggioranza di unità delle forze armate sudcoreane. Il comando fu la principale organizzazione pianificatrice in tempo di pace per una risposta alleata all'invasione nordcoreana e la principale organizzazione in tempo di guerra per tutte le forze sudcoreane e americane coinvolte nella difesa della Corea del Sud.
Il 7 novembre 1978 fu creata una sede binazionale, il Republic of Korea – United States Combined Forces Command (CFC), e le unità militari sudcoreane con missioni sulla linea del fronte furono trasferite dall'UNC al controllo operativo del CFC. Il comandante in capo del CFC, un ufficiale militare degli Stati Uniti, era subordinato alle autorità del comando nazionale degli Stati Uniti e della Corea del Sud.
Nel 1994, tutte le forze sudcoreane tornarono sotto il controllo del governo sudcoreano. L'esercito fu separato dal CFC durante il periodo continuato dell'armistizio e il comandante del CFC non fu più responsabile per la prontezza combattiva delle forze sudcoreane. La Corea del Sud, come stato sovrano, assunse tale responsabilità.
Secondo la legge, il comandante delle United States Forces Korea, ha il duplice ruolo di Comandante delle ROK-US CFC. Il comandante deputato è un generale con quattro stelle dell'esercito sudcoreano che è anche il comandante della componente delle forze di terra.
Il CFC ha il controllo operativo su più di 600 000 militari in attivi in ogni servizio di entrambi i paesi. In periodo di guerra, l'aumento poteva essere di circa 3,5 milioni di sudcoreani riservisti come anche altre unità americane schierate al di fuori della Corea del Sud. Se la Corea del Nord avesse avuto l'intenzione di invadere la Corea del Sud, il CFC avrebbe coordinato la difesa tramite i suoi componenti di aria, terra e navali assieme alla Combined Unconventional Warfare Task Force. Le forze americane nel paese e quelle aggiunte avrebbero agito per conto del CFC venendo impiegate per il rispettivo reparto.
Il trasferimento del controllo in tempo di guerra della difesa della Corea del Sud al governo sudcoreano è stato periodicamente discusso. Fino a quando il sistema sudcoreano preventivo KAMD e il Kill Chain rimarranno in sviluppo, il trasferimento del pieno controllo operativo sarà quasi sempre rimandato.
Nel maggio 2018, il tenente canadese Wayne Eyre è diventato il primo non americano a servire come comandante deputato dell'UNC.

## UNC-Rear
Lo United Nations Command-Rear è situato alla Yokota Air Base in Giappone ed è comandato da un capitano del gruppo RAAF assieme a un comandante deputato delle Canadian Forces. Il compito dell'UNC-Rear è quello di mantenere il SOFA che consente all'UNC di mantenere attività logistiche e collegamenti sul suolo giapponese.

## Area di sicurezza congiunta
Il 6 novembre 2018, è stato annunciato che l'UNC ha permesso ai soldati nordcoreani e sudcoreani di prendere il comando del personale di sicurezza posto sui rispetti lati dell'area di sicurezza congiunta demilitarizzata.